# Anampses
Anampses ist eine Gattung kleiner Junkerlippfische (Julidinae). Alle 12 Arten leben in den tropischen Bereichen des Indopazifik. Die Fische ziehen in kleinen Gruppen, ständig auf der Suche nach fressbaren Kleintieren, durch die Korallenriffe. Der Name bedeutet ungefähr "nicht abgestaubt" (altgriech.: an- "nicht", ana "auf-", psan "kehren, reinigen": psas, latinisiert als -pses, ist das Aoristpartizip).

## Merkmale
Anampses-Arten zeigen einen ausgeprägten Sexualdimorphismus, d. h. Weibchen und Männchen sehen völlig unterschiedlich aus. Meist haben beide Geschlechter ein Punktmuster, weshalb sie im Deutschen als Perljunker bezeichnet werden. Sie werden 12 bis 42 Zentimeter lang. Auch die Jungfische unterscheiden sich stark von den geschlechtsreifen: sie zeigen Augenflecken an den Enden von Rücken- und Afterflosse. In Ober- und Unterkiefer tragen Anampses-Arten jeweils ein Paar langer, aus dem Maul etwas vorragender Zähne. Der Kopf ist schuppenlos, der Rand des Vorkiemendeckels glatt, die Seitenlinie vollständig aber abrupt gekrümmt.
- Flossenformel: Dorsale IX/12, Anale III/12.

## Arten

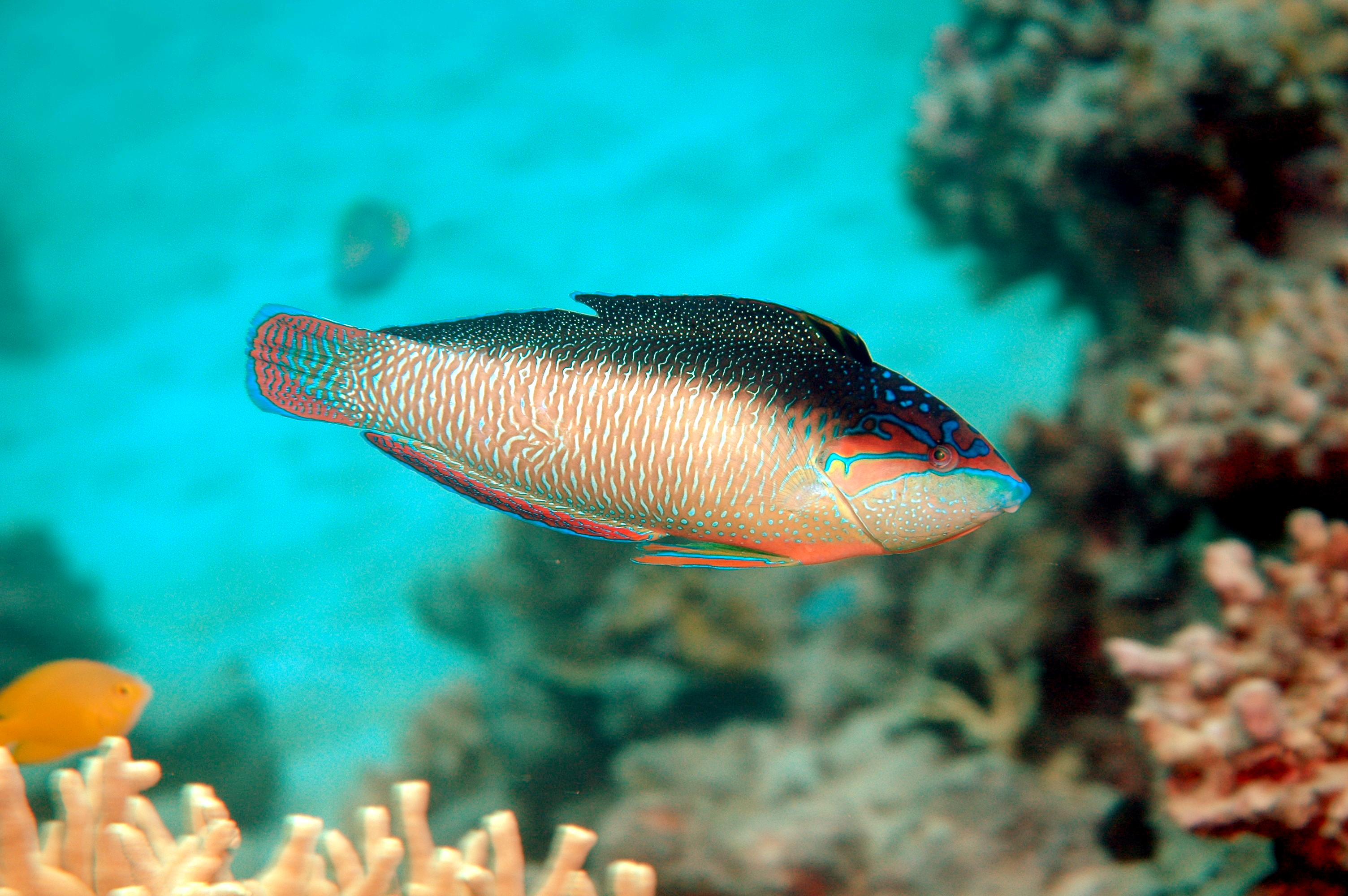
Anampses neoguinaicus

- Untergattung Anampses; 26 o. 27 Schuppen entlang der Seitenlinie.
  - Diamant-Perljunker (Anampses caeruleopunctatus) Rüppell, 1829
  - Rotschwanz-Perljunker (Anampses chrysocephalus) Randall, 1958
  - Hawaii-Perljunker (Anampses cuvier) Quoy & Gaimard, 1824
  - Eleganter Perljunker (Anampses elegans) Ogilby, 1889
  - Blauschwanz-Perljunker (Anampses femininus) Randall, 1972
  - Blaugelber Perljunker (Anampses lennardi) Scott, 1959
  - Linien-Perljunker (Anampses lineatus) Randall, 1972
  - Schwarzschwanz-Perljunker (Anampses melanurus) Bleeker, 1857
  - Gelbschwanz-Perljunker (Anampses meleagrides) Valenciennes, 1840
  - Neuguinea-Perljunker (Anampses neoguinaicus) Bleeker, 1878
  - Gelbbrust-Perljunker (Anampses twistii) Bleeker, 1856
- Untergattung Pseudanampses; 48 bis 50 Schuppen entlang der Seitenlinie.
  - Brauner Perljunker (Anampses geographicus) Valenciennes, 1840